# جايسون لوي
جايسون لوي (بالإنجليزية: Jason Lowe)‏ هو لاعب دارت بريطاني، ولد في 30 أكتوبر 1972 في Cradley Heath ‏ في المملكة المتحدة.